# 林崎駅
林崎駅（はやしざきえき）は、青森県南津軽郡藤崎町大字林崎平岡にある、東日本旅客鉄道（JR東日本）五能線の駅である。

## 歴史
- 1935年（昭和10年）4月15日：開業[2][3]。
- 1945年（昭和20年）6月10日：営業休止[2][3]。
- 1946年（昭和21年）6月10日：営業再開[2][3]。
- 1987年（昭和62年）4月1日：国鉄分割民営化により、JR東日本の駅となる[3]。
- 2007年（平成19年）2月：ホーム延長工事が完了。3両対応から4両対応となる。
- 2024年（令和6年）10月1日：えきねっとQチケのサービスを開始[1][4]。

## 駅構造
単式ホーム1面1線を持つ地上駅である。弘前統括センター（五所川原駅）管理の無人駅である。
以前は4両以上の列車は前3両のみドア扱いをしていた（ドアカット）が、2007年（平成19年）2月にホーム延長工事が完了したため、解消された。

## 駅周辺
駅周辺にはリンゴ畑が広がる。
- 国道339号
- 青森県道199号太田藤崎線

## 隣の駅
東日本旅客鉄道（JR東日本）
■五能線
□快速（上りのみ）・■普通
板柳駅 - 林崎駅 - 藤崎駅